# Dunaliella salina
Espèce
Dunaliella salina est une espèce d'algues vertes (bien que de couleur rouge/rose) halophile de la famille des Dunaliellaceae, que l'on peut trouver plus particulièrement dans les marais salants et les zones dont la salinité est moyenne. 

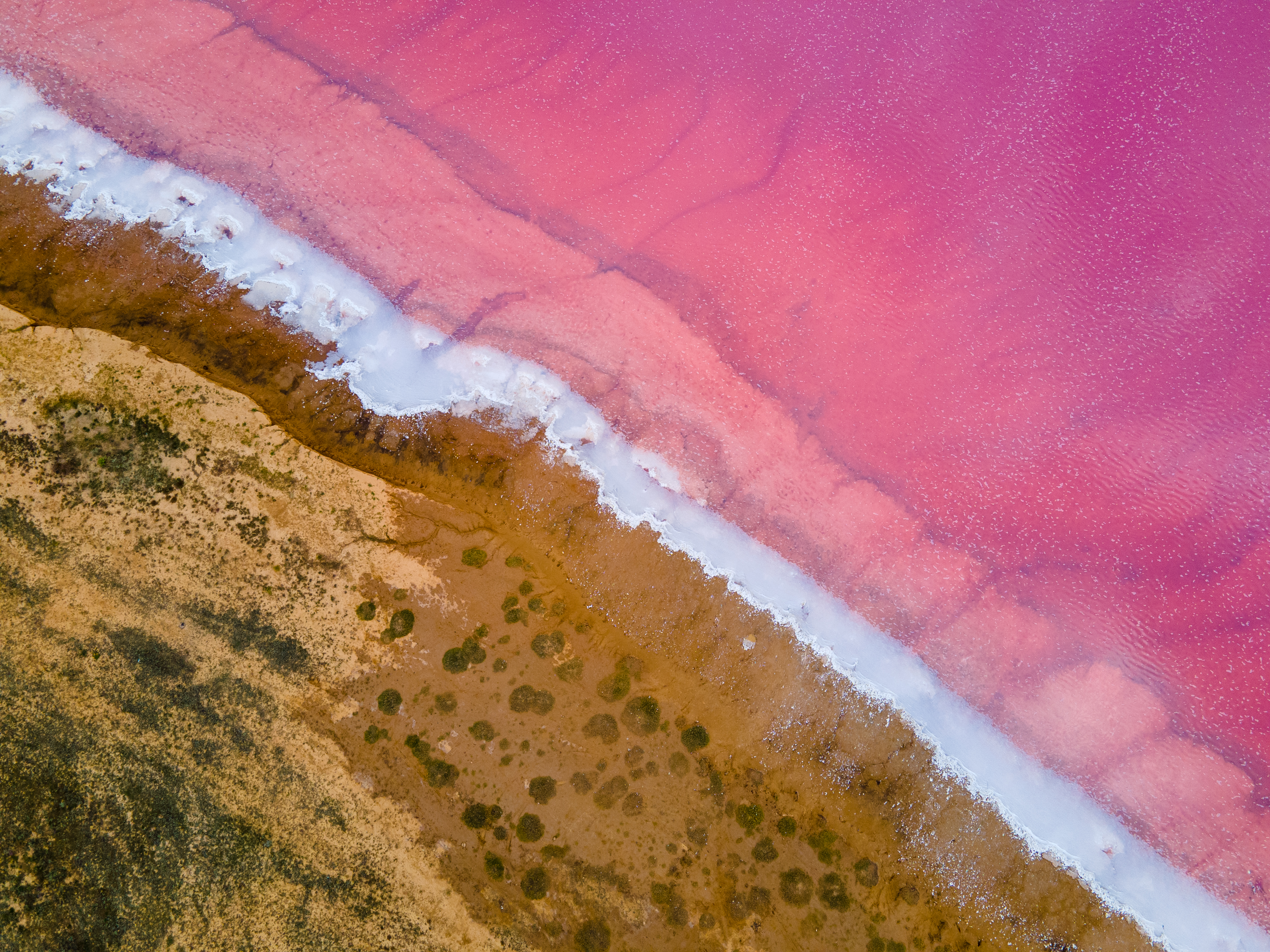
Vue aérienne du rivage du Syvach en Crimée teinté par Dunaliella salina en rose.

## Caractéristiques
Connue pour ses qualités antioxydantes, elle est utilisée en cosmétique et dans des suppléments diététiques. Les organismes pouvant survivre dans de telles conditions de salinité sont peu nombreux. La résistance au sel de cette algue vient de la forte concentration d'astaxanthine, un caroténoïde qui la protège de la lumière et des teneurs élevées en glycérol. Ces conditions peu favorables engendrent une pression osmotique élevée que l'algue arrive à compenser. 
Elle est à l'origine de la couleur rose/rouge caractéristique des marais salants.
Sa taille microscopique est en moyenne de 10 µm.

## Histoire
Pline l'Ancien mentionne la flos salis comme étant le meilleur type de fleur de sel qui produit une sorte d'huile, qui, aussi surprenant que cela puisse paraître, de la graisse même dans le sel... une sorte de rouille de sel. L'indication de la couleur laisse penser qu'il s'agit d'une fleur de sel contenant Dunaliella salina. Pline ajoute que dans des récipients, la blancheur peut être vue à la surface alors que l'intérieur est humide. Une bouillie de glycérol et de saumure saturée est susceptible de déposer une couche de sel sur le récipient lorsque l'eau s'évapore. Flos salis était très répandue dans l'industrie du parfum de la Rome antique. D'après Pline, c'était en partie à cause de la couleur mais le glycérol qui agissait en tant que solvant, était encore plus intéressant pour les parfumeries. 
En 1838, elle est étudiée par le Français Michel Félix Dunal près de Montpellier qui lui donne le nom de Haematococcus salinus. Il met ainsi un terme à une discorde qui voulait qu'une grande partie de la couleur soit produite par des crevettes. 
En 1905, le Roumain E.C Teodoresco (ro) publie un document décrivant avec précision cette algue, classée dans un nouveau genre : Dunaliella. L'Allemande Clara Hamburger est sur le point de terminer un rapport similaire lorsqu'elle apprend l'existence des recherches de Teodoresco. L'algue est par la suite l'objet de nombreuses recherches[réf. souhaitée] destinées à comprendre sa tolérance au sel.